# Liste des joueurs du KVV Lyra
 (mars 2018).
Si vous disposez d'ouvrages ou d'articles de référence ou si vous connaissez des sites web de qualité traitant du thème abordé ici, merci de compléter l'article en donnant les références utiles à sa vérifiabilité et en les liant à la section « Notes et références ».
Cette liste reprend les 352 joueurs de football qui ont évolué au K. VV Lyra (matricule 52) depuis la fondation du club sous ses deux appellations :
- Koninklijke Lyra Turn en Sport Vereniging (jusqu'en 1971)
- Koninklijke Voetbal Vereniging Lyra (1971-1972)

Les joueurs de l'actuel K Lyra TSV (matricule 7776) ne peuvent PAS être ajoutés à cette liste.
- Haut – A
- B
- C
- D
- E
- F
- G
- H
- I
- J
- K
- L
- M
- N
- O
- P
- Q
- R
- S
- T
- U
- V
- W
- X
- Y
- Z

## A
| Joueur          | Nationalité | Position | Date de naissance | Période(s) | Matches (dont D1) | Buts | Jaunes | Rouges |
| --------------- | ----------- | -------- | ----------------- | ---------- | ----------------- | ---- | ------ | ------ |
| Willy Aerts     | Belgique    | ?        | 14/11/1948        | 1966-1968  | 0 (0)             | 0    | 0      | 0      |
| Gommaar Arras   | Belgique    | ?        | 30/01/1917        | 1938-1947  | 0 (0)             | 0    | 0      | 0      |
| Leonardus Arras | Belgique    | ?        | 30/08/1903        | 1913-1920  | 0 (0)             | 0    | 0      | 0      |

## B
| Joueur             | Nationalité | Position | Date de naissance | Période(s) | Matches (dont D1) | Buts | Jaunes | Rouges |
| ------------------ | ----------- | -------- | ----------------- | ---------- | ----------------- | ---- | ------ | ------ |
| Victor Baete       | Belgique    | ?        | 12/01/1924        | 1946-1947  | 2 (2)             | 0    | 0      | 0      |
| Constant Baetens   | Belgique    | ?        | 16/09/1926        | 1949-1955  | 3 (3)             | 1    | 0      | 0      |
| Jozef Baetens      | Belgique    | ?        | 9/04/1923         | 1940-1943  | 0 (0)             | 0    | 0      | 0      |
| Hugo Bellens       | Belgique    | ?        | 9/01/1943         | 1961-1962  | 0 (0)             | 0    | 0      | 0      |
| Emiel Biddeloo     | Belgique    | ?        | 14/09/1921        | 1938-1939  | 0 (0)             | 0    | 0      | 0      |
| François Biesen    | Belgique    | ?        | 20/09/1933        | 1956-1958  | 0 (0)             | 0    | 0      | 0      |
| Gerard Billen      | Belgique    | ?        | 17/10/1901        | 1920-1925  | 0 (0)             | 0    | 0      | 0      |
| Jozef Billion      | Belgique    | ?        | 19/07/1925        | 1953-1954  | 4 (4)             | 0    | 0      | 0      |
| Albert Boeykens    | Belgique    | ?        | 20/04/1920        | 1939-1940  | 5 (5)             | 13   | 0      | 0      |
| August Bogaerts    | Belgique    | ?        | 17/04/1912        | 1928-1930  | 0 (0)             | 0    | 0      | 0      |
| Edmond Bogaerts    | Belgique    | ?        | 01/09/1917        | 1936-1942  | 0 (0)             | 0    | 0      | 0      |
| Frans Bogaerts     | Belgique    | ?        | 5/03/1921         | 1940-1947  | 0 (0)             | 0    | 0      | 0      |
| Gaspar Bogaerts    | Belgique    | ?        | 21/04/1915        | 1932-1941  | 0 (0)             | 0    | 0      | 0      |
| Jean Bonne         | Belgique    | ?        | 4/09/1935         | 1953-1960  | 14 (14)           | 1    | 0      | 0      |
| François Boschmans | Belgique    | ?        | 9/06/1910         | 1926-1935  | 0 (0)             | 0    | 0      | 0      |
| Louis Bout         | Belgique    | ?        | 08/07/1894        | 1925-1926  | 0 (0)             | 0    | 2      | 0      |
| Maurice Bovyn      | Belgique    | ?        | 14/05/1908        | 1925-1936  | 0 (0)             | 0    | 0      | 0      |
| Maurice Broekmans  | Belgique    | ?        | 07/04/1919        | 1945-1953  | 0 (0)             | 0    | 0      | 0      |
| Karel Brion        | Belgique    | ?        | 11/07/1926        | 1947-1952  | 0 (0)             | 0    | 0      | 0      |
| Jozef Broes        | Belgique    | ?        | 23/03/1901        | 1918-1919  | 0 (0)             | 0    | 0      | 0      |
| Hugo Broekmans     | Belgique    | ?        | 4/09/1945         | 1966-1968  | 0 (0)             | 0    | 0      | 0      |
| Roger Brosens      | Belgique    | ?        | 19/05/1945        | 1969-1972  | 0 (0)             | 0    | 0      | 0      |

## C
| Joueur             | Nationalité | Position | Date de naissance | Période(s) | Matches (dont D1) | Buts | Jaunes | Rouges |
| ------------------ | ----------- | -------- | ----------------- | ---------- | ----------------- | ---- | ------ | ------ |
| Raymond Cabooter   | Belgique    | ?        | 3/09/1917         | 1937-1941  | 15 (15)           | 2    | 0      | 0      |
| Willem Callaerts   | Belgique    | ?        | 12/01/1897        | 1923-1924  | 0 (0)             | 0    | 0      | 0      |
| August Caluwaert   | Belgique    | ?        | 14/03/1893        | 1913-1914  | 0 (0)             | 0    | 0      | 0      |
| François Celen     | Belgique    | ?        | 26/12/1911        | 1928-1929  | 0 (0)             | 0    | 0      | 0      |
| Paul Celen         | Belgique    | ?        | 1/01/1929         | 1949-1952  | 12 (12)           | 3    | 0      | 0      |
| Albert Ceuleers    | Belgique    | ?        | 17/11/1945        | 1963-1968  | 0 (0)             | 0    | 0      | 0      |
| Jan Ceuleers       | Belgique    | ?        | 29/10/1941        | 1960-1972  | 0 (0)             | 0    | 0      | 0      |
| Lodewijk Ceuleers  | Belgique    | ?        | 19/05/1944        | 1960-1963  | 0 (0)             | 0    | 0      | 0      |
| Louis Ceulemans    | Belgique    | ?        | 15/04/1918        | 1935-1943  | 0 (0)             | 0    | 0      | 0      |
| Jules Ceulemans    | Belgique    | ?        | 25/07/1907        | 1925-1930  | 0 (0)             | 0    | 0      | 0      |
| Frans Ceulemans    | Belgique    | ?        | ?                 | 1919-1923  | 0 (0)             | 0    | 0      | 0      |
| Willem Ceulemans   | Belgique    | ?        | 12/12/1898        | 1919-1920  | 0 (0)             | 0    | 0      | 0      |
| August Ceuppens    | Belgique    | ?        | 4/10/1930         | 1950-1961  | 0 (0)             | 0    | 0      | 0      |
| Charles Ceusters   | Belgique    | ?        | 18/09/1939        | 1961-1962  | 0 (0)             | 0    | 0      | 0      |
| Alfons Chauvaux    | Belgique    | ?        | ?                 | 1909-1912  | 0 (0)             | 0    | 0      | 0      |
| Alfons Claes       | Belgique    | ?        | 3/09/1942         | 1962-1965  | 0 (0)             | 0    | 0      | 0      |
| August Clockaerts  | Belgique    | ?        | 26/04/1908        | 1928-1931  | 0 (0)             | 0    | 0      | 0      |
| Frans Clockaerts   | Belgique    | ?        | 15/09/1941        | 1961-1967  | 0 (0)             | 0    | 0      | 0      |
| Joseph Cool        | Belgique    | ?        | 10/02/1934        | 1959-1960  | 0 (0)             | 0    | 0      | 0      |
| Karel Cool         | Belgique    | ?        | 19/01/1920        | 1938-1951  | 0 (0)             | 0    | 0      | 0      |
| Petrus Couck       | Belgique    | ?        | 22/06/1908        | 1929-1930  | 0 (0)             | 0    | 0      | 0      |
| Frans Crauwels     | Belgique    | ?        | 10/05/1894        | 1919-1921  | 0 (0)             | 0    | 0      | 0      |
| Hendrik Crauwels   | Belgique    | ?        | 27/10/1904        | 1922-1928  | 0 (0)             | 0    | 0      | 0      |
| Jozef Crauwels     | Belgique    | ?        | 5/06/1899         | 1925-1931  | 0 (0)             | 0    | 0      | 0      |
| Gustaaf Crokaerts  | Belgique    | ?        | 20/11/1907        | 1925-1940  | 0 (0)             | 0    | 0      | 0      |
| Xavier Cruysberghs | Belgique    | ?        | 19/01/1933        | 1956-1957  | 0 (0)             | 0    | 0      | 0      |

## D
| Joueur              | Nationalité | Position       | Date de naissance | Période(s) | Matches (dont D1) | Buts | Jaunes | Rouges |
| ------------------- | ----------- | -------------- | ----------------- | ---------- | ----------------- | ---- | ------ | ------ |
| Ludo Daems          | Belgique    | ?              | 8/02/1951         | 1970-1972  | 0 (0)             | 0    | 0      | 0      |
| Dirk De Bast        | Belgique    | ?              | 12/09/1952        | 1970-1972  | 0 (0)             | 0    | 0      | 0      |
| Guy De Bast         | Belgique    | ?              | 4/04/1954         | 1970-1972  | 0 (0)             | 0    | 0      | 0      |
| Alphonse De Bast    | Belgique    | ?              | 15/10/1898        | 1921-1922  | 0 (0)             | 0    | 0      | 0      |
| Karel De Bast       | Belgique    | ?              | 15/10/1898        | 1921-1926  | 0 (0)             | 0    | 0      | 0      |
| Adrièn De Becker    | Belgique    | ?              | 24/07/1927        | 1919-1920  | 0 (0)             | 0    | 0      | 0      |
| Jozef De Becker     | Belgique    | ?              | 24/07/1927        | 1946-1952  | 0 (0)             | 0    | 0      | 0      |
| Frans De Belder     | Belgique    | ?              | 24/07/1927        | 1923-1924  | 0 (0)             | 0    | 0      | 0      |
| Jozef De Beuckeleer | Belgique    | ?              | 20/12/1936        | 1954-1961  | 0 (0)             | 0    | 0      | 0      |
| Frans De Bie        | Belgique    | ?              | 20/02/1918        | 1936-1941  | 0 (0)             | 0    | 0      | 0      |
| Johannes De Bie     | Belgique    | ?              | ?                 | 1924-1927  | 0 (0)             | 0    | 0      | 0      |
| Gustaaf De Brauwer  | Belgique    | ?              | ?                 | 1924-1928  | 0 (0)             | 0    | 0      | 0      |
| Gommaar De Hert     | Belgique    | ?              | 16/01/1937        | 1957-1960  | 0 (0)             | 0    | 0      | 0      |
| Jan De Hert         | Belgique    | ?              | 18/02/1939        | 1960-1965  | 0 (0)             | 0    | 0      | 0      |
| Louis De Hert       | Belgique    | ?              | 14/05/1943        | 1963-1965  | 0 (0)             | 0    | 0      | 0      |
| Emiel De Koninck    | Belgique    | ?              | 24/07/1927        | 1923-1924  | 0 (1)             | 0    | 0      | 0      |
| Edward De Preter    | Belgique    | ?              | 21/05/1909        | 1928-1936  | 0 (0)             | 0    | 0      | 0      |
| Laurent De Raedt    | Belgique    | ?              | 14/02/1935        | 1955-1957  | 0 (0)             | 0    | 0      | 0      |
| Roger De Raedt      | Belgique    | ?              | 30/08/1933        | 1949-1963  | 0 (0)             | 0    | 0      | 0      |
| Jozef De Raet       | Belgique    | ?              | 14/08/1918        | 1936-1953  | 0 (0)             | 0    | 0      | 0      |
| Josephus De Ridder  | Belgique    | ?              | ?                 | 1912-1925  | 0 (0)             | 0    | 0      | 0      |
| Jozef De Ridder     | Belgique    | ?              | 25/05/1907        | 1937-1939  | 9 (9)             | 2    | 0      | 0      |
| Alfons De Roover    | Belgique    | ?              | 18/09/1928        | 1949-1954  | 0 (0)             | 0    | 0      | 0      |
| Emiel De Swert      | Belgique    | ?              | ?                 | 1912-1924  | 0 (1)             | 0    | 0      | 0      |
| Gilbert De Swert    | Belgique    | ?              | 17/03/1946        | 1963-1965  | 0 (0)             | 0    | 0      | 0      |
| Willy De Swert      | Belgique    | ?              | 6/04/1939         | 1962-1965  | 0 (0)             | 0    | 0      | 0      |
| Clement De Vries    | Belgique    | ?              | ?                 | 1911-1914  | 0 (0)             | 0    | 0      | 0      |
| Arthur De Vrij      | Belgique    | ?              | 18/05/1942        | 1965-1966  | 0 (0)             | 0    | 0      | 0      |
| Jozef De Wachter    | Belgique    | ?              | 21/10/1946        | 1964-1972  | 0 (0)             | 0    | 0      | 0      |
| Gommaar De Winter   | Belgique    | ?              | ?                 | 1950-1952  | 0 (0)             | 0    | 0      | 0      |
| Willy De Winter     | Belgique    | ?              | 14/12/1940        | 1959-1965  | 0 (0)             | 0    | 0      | 0      |
| Eddy De Wolf        | Belgique    | ?              | ?                 | 1966-1968  | 0 (0)             | 0    | 0      | 0      |
| Pierre Deckers      | Belgique    | ?              | 1/01/1942         | 1960-1969  | 0 (0)             | 0    | 0      | 0      |
| Joris Delafortrie   | Belgique    | ?              | 11/03/1943        | 1968-1969  | 0 (0)             | 0    | 0      | 0      |
| Frans Dens          | Belgique    | ?              | 8/05/1945         | 1966-1969  | 0 (0)             | 0    | 0      | 0      |
| Paul Dens           | Belgique    | ?              | ?                 | 1962-1963  | 0 (0)             | 0    | 0      | 0      |
| Michel Derboven     | Belgique    | ?              | 7/02/1928         | 1951-1952  | 0 (0)             | 0    | 0      | 0      |
| Frans Diels         | Belgique    | ?              | ?                 | 1924-1925  | 0 (0)             | 0    | 0      | 0      |
| René Dierckx        | Belgique    | ?              | 30/04/1912        | 1930-1936  | 0 (0)             | 0    | 0      | 0      |
| Emiel Dillen        | Belgique    | ?              | 14/02/1907        | 1924-1929  | 0 (0)             | 0    | 0      | 0      |
| Eduard Diricx       | Belgique    | ?              | 19/02/1944        | 1970-1972  | 0 (0)             | 0    | 0      | 0      |
| Alfons Dom          | Belgique    | ?              | 12/06/1940        | 1958-1961  | 0 (0)             | 0    | 0      | 0      |
| Franciscus Dom      | Belgique    | ?              | ?                 | 1911-1928  | 0 (0)             | 0    | 0      | 0      |
| Pierre Douws        | Belgique    | ?              | 30/11/1919        | 1940-1947  | 7 (7)             | 0    | 0      | 0      |
| Alfons Dresen       | Belgique    | Gardien de but | 24/07/1931        | 1961-1966  | 126 (0)           | 5    | 0      | 0      |
| Emiel Dijckmans     | Belgique    |                | 00/00/1898        | 1920-1922  | 126 (0)           | 5    | 0      | 0      |

## E
| Joueur           | Nationalité | Position | Date de naissance | Période(s) | Matches (dont D1) | Buts | Jaunes | Rouges |
| ---------------- | ----------- | -------- | ----------------- | ---------- | ----------------- | ---- | ------ | ------ |
| Edgard Embrechts | Belgique    | ?        | ?                 | 1919-1920  | 0 (17)            | 0    | 0      | 0      |
| Alfons Embrechts | Belgique    | ?        | 12/12/1931        | 1950-1960  | 22 (22)           | 0    | 0      | 0      |

## F
| Joueur          | Nationalité | Position       | Date de naissance | Période(s) | Matches (dont D1) | Buts | Jaunes | Rouges |
| --------------- | ----------- | -------------- | ----------------- | ---------- | ----------------- | ---- | ------ | ------ |
| Herman Fabri    | Belgique    | ?              | 9/07/1890         | 1911-1914  | 0 (0)             | 0    | 0      | 0      |
| August Fierens  | Belgique    | ?              | 14/07/1892        | 1925-1926  | 0 (0)             | 0    | 0      | 0      |
| Frans Fierens   | Belgique    | ?              | 22/09/1919        | 1935-1937  | 0 (0)             | 0    | 0      | 0      |
| Julien Foelen   | Belgique    | gardien du but | 22/09/1919        | 1935-1937  | 12 (0)            | 0    | 0      | 0      |
| Gaston Franck   | Belgique    | ?              | 11/08/1945        | 1962-1968  | 0 (0)             | 0    | 0      | 0      |
| Antoine Franckx | Belgique    | ?              | 3/01/1909         | 1925-1937  | 0 (0)             | 0    | 0      | 0      |
| Paul Franckx    | Belgique    | ?              | 22/11/1910        | 1932-1937  | 0 (0)             | 0    | 0      | 0      |

## G
| Joueur                   | Nationalité | Position | Date de naissance | Période(s) | Matches (dont D1) | Buts | Jaunes | Rouges |
| ------------------------ | ----------- | -------- | ----------------- | ---------- | ----------------- | ---- | ------ | ------ |
| Jozef Gastmans           | Belgique    | ?        | 22/12/1915        | 1941-1943  | 0 (0)             | 0    | 0      | 0      |
| Josephus Geboers         | Belgique    | ?        | 26/11/1888        | 1911-1914  | 0 (0)             | 0    | 0      | 0      |
| Lodewijk-Gustaaf Geboers | Belgique    | ?        | ?                 | 1911-1912  | 0 (0)             | 0    | 0      | 0      |
| Alfons Geysen            | Belgique    | ?        | 25/03/1934        | 1953-1962  | 9 (9)             | 0    | 0      | 0      |
| Philippe Geysen          | Belgique    | ?        | 7/06/1923         | 1940-1950  | 0 (0)             | 0    | 0      | 0      |
| Gustaaf Ghijs            | Belgique    | ?        | 14/11/1936        | 1965-1968  | 0 (0)             | 0    | 0      | 0      |
| Alphonse Goossens        | Belgique    | ?        | 9/04/1940         | 1919-1923  | 0 (0)             | 0    | 0      | 0      |
| August-Louis Goossens    | Belgique    | ?        | 9/04/1940         | 1959-1961  | 0 (0)             | 0    | 0      | 0      |
| Denis Goossens           | Belgique    | ?        | 17/04/1901        | 1919-1936  | 0 (0)             | 0    | 0      | 0      |
| Gommaar Goossens         | Belgique    | ?        | 19/08/1897        | 1919-1924  | 0 (0)             | 0    | 0      | 0      |
| Rene Goyvaerts           | Belgique    | ?        | 1930-1931         | 1 (0)      | 0                 | 0    | 0      |        |
| Ludovicus Gorremans      | Belgique    | ?        | 17/01/1942        | 1959-1960  | 0 (0)             | 0    | 0      | 0      |
| Alfons Govaerts          | Belgique    | ?        | 28/07/1927        | 1948-1954  | 0 (0)             | 0    | 0      | 0      |

## H
| Joueur               | Nationalité | Position | Date de naissance | Période(s) | Matches (dont D1) | Buts | Jaunes | Rouges |
| -------------------- | ----------- | -------- | ----------------- | ---------- | ----------------- | ---- | ------ | ------ |
| Roger Hautman        | Belgique    | ?        | ?                 | 1929-1930  | 1 (0)             | 1    | 0      | 0      |
| Rene Haverhals       | Belgique    | ?        | 11/06/1927        | 1948-1950  | 0 (0)             | 0    | 0      | 0      |
| Frans Hellemans      | Belgique    | ?        | 2/10/1942         | 1960-1970  | 134 (0)           | 40   | 0      | 0      |
| Josephus Hellemans   | Belgique    | ?        | ?                 | 1913-1924  | 0 (0)             | 0    | 0      | 0      |
| Alfons Helsen        | Belgique    | ?        | 22/11/1933        | 1954-1956  | 0 (0)             | 0    | 0      | 0      |
| Franciscus Hendrickx | Belgique    | ?        | 1/04/1921         | 1937-1951  | 0 (0)             | 0    | 0      | 0      |
| Louis Hendrickx      | Belgique    | ?        | 18/07/1937        | 1955-1956  | 0 (0)             | 0    | 0      | 0      |
| Emile Henin          | Belgique    | ?        | ?matches=0        | 1928-1938  | ? (0)             | 0    | 0      | 0      |
| Antoon Heremans      | Belgique    | ?        | 7/05/1911         | 1928-1938  | 0 (0)             | 0    | 0      | 0      |
| Ludo Hermans         | Belgique    | ?        | 28/06/1944        | 1966-1967  | 0 (0)             | 0    | 0      | 0      |
| Paul Hermans         | Belgique    | ?        | 6/07/1943         | 1963-1966  | 0 (0)             | 0    | 0      | 0      |
| Henri Hertoghs       | Belgique    | ?        | ?                 | 1943-1946  | 0 (0)             | 0    | 0      | 0      |
| August Heylen        | Belgique    | ?        | 20/02/1938        | 1963-1964  | 0 (0)             | 0    | 0      | 0      |
| Carl Heylen          | Belgique    | ?        | 17/10/1934        | 1955-1961  | 0 (0)             | 0    | 0      | 0      |
| Frans Heylen         | Belgique    | ?        | 5/11/1940         | 1961-1962  | 0 (0)             | 0    | 0      | 0      |
| Harry Heylen         | Belgique    | ?        | 15/04/1933        | 1952-1964  | 16 (16)           | 0    | 0      | 0      |
| Alfons Horions       | Belgique    | ?        | 11/12/1916        | 1936-1941  | 0 (0)             | 0    | 0      | 0      |

## J
| Joueur               | Nationalité | Position | Date de naissance | Période(s) | Matches (dont D1) | Buts | Jaunes | Rouges |
| -------------------- | ----------- | -------- | ----------------- | ---------- | ----------------- | ---- | ------ | ------ |
| Marcel Janssen       | Belgique    | ?        | ?                 | 1941-1942  | 0 (0)             | 0    | 0      | 0      |
| François Janssens    | Belgique    | ?        | ?                 | 1921-1928  | 0 (0)             | 0    | 0      | 0      |
| Jan-Baptist Janssens | Belgique    | ?        | 3/01/1906         | 1926-1931  | 0 (0)             | 0    | 0      | 0      |
| Jozef Janssens       | Belgique    | ?        | 1/03/1943         | 1960-1961  | 0 (0)             | 0    | 0      | 0      |
| Paul Janssens        | Belgique    | ?        | 26/07/1942        | 1960-1966  | 0 (0)             | 0    | 0      | 0      |

## K
| Joueur          | Nationalité | Position | Date de naissance | Période(s) | Matches (dont D1) | Buts | Jaunes | Rouges |
| --------------- | ----------- | -------- | ----------------- | ---------- | ----------------- | ---- | ------ | ------ |
| Franciscus Kox  | Belgique    | ?        | 22/04/1923        | 1943-1944  | 29 (29)           | 0    | 0      | 0      |
| Leon Kreydt     | Belgique    | ?        | 14/09/1939        | 1964-1966  | 0 (0)             | 0    | 0      | 0      |
| Louis Kuylaerts | Belgique    | ?        | ?                 | 1930-1935  | 0 (0)             | 0    | 0      | 0      |

## L
| Joueur           | Nationalité | Position       | Date de naissance | Période(s) | Matches (dont D1) | Buts | Jaunes | Rouges |
| ---------------- | ----------- | -------------- | ----------------- | ---------- | ----------------- | ---- | ------ | ------ |
| Louis Lambaerts  | Belgique    | ?              | 26/10/1920        | 1941-1942  | 0 (0)             | 0    | 0      | 0      |
| Alfons Le Clerq  | Belgique    | ?              | 29/10/1920        | 1937-1950  | 0 (0)             | 0    | 0      | 0      |
| Jozef Le Clerq   | Belgique    | ?              | 5/01/1912         | 1929-1939  | 0 (0)             | 0    | 0      | 0      |
| Frans Lembrechts | Belgique    | ?              | 19/05/1937        | 1956-1958  | 0 (0)             | 0    | 0      | 0      |
| Hugo Lembrechts  | Belgique    | ?              | 9/09/1945         | 1969-1971  | 0 (0)             | 0    | 0      | 0      |
| Jozef Lemmens    | Belgique    | ?              | 1/09/1911         | 1928-1941  | 0 (0)             | 0    | 0      | 0      |
| Louis Lens       | Belgique    | ?              | ?                 | 1919-1921  | 0 (0)             | 0    | 0      | 0      |
| Alfons Leys      | Belgique    | ?              | 8/10/1910         | 1927-1944  | 0 (0)             | 0    | 0      | 0      |
| Gustave Leysen   | Belgique    | ?              | 8/10/1928         | 1950-1951  | 0 (0)             | 0    | 0      | 0      |
| August Leyzen    | Belgique    | ?              | 10/10/1908        | 1926-1927  | 0 (0)             | 0    | 0      | 0      |
| Roland Leyzen    | Belgique    | Gardien de but | 18/08/1938        | 1959-1962  | 0 (0)             | 0    | 0      | 0      |
| Jules Liekens    | Belgique    | ?              | ?                 | 1911-1914  | 0 (0)             | 0    | 0      | 0      |
| Jozef Lunders    | Belgique    | ?              | ?                 | 1929-1930  | 0 (0)             | 0    | 0      | 0      |

## M
| Joueur             | Nationalité | Position | Date de naissance | Période(s) | Matches (dont D1) | Buts | Jaunes | Rouges |
| ------------------ | ----------- | -------- | ----------------- | ---------- | ----------------- | ---- | ------ | ------ |
| Frans Marien       | Belgique    | ?        | 18/07/1925        | 1949-1954  | 6 (6)             | 0    | 0      | 0      |
| Gommaar Marynissen | Belgique    | ?        | ?                 | 1913-1914  | 0 (0)             | 0    | 0      | 0      |
| Roger Mast         | Belgique    | ?        | 16/03/1944        | 1968-1970  | 0 (0)             | 0    | 0      | 0      |
| François Mayinckx  | Belgique    | ?        | 3/04/1929         | 1957-1959  | 0 (0)             | 0    | 0      | 0      |
| Alfons Meervis     | Belgique    | ?        | 4/08/1944         | 1965-1967  | 0 (0)             | 0    | 0      | 0      |
| Jozef Melis        | Belgique    | ?        | 28/08/1919        | 1938-1943  | 0 (0)             | 0    | 0      | 0      |
| Albert Mertens     | Belgique    | ?        | 24/10/1938        | 1959-1960  | 0 (0)             | 0    | 0      | 0      |
| Frans I Mertens    | Belgique    | ?        | 22/11/1929        | 1930-1931  | 0 (0)             | 0    | 0      | 0      |
| Frans II Mertens   | Belgique    | ?        | 22/11/1929        | 1959-1960  | 0 (0)             | 0    | 0      | 0      |
| Louis Mertens      | Belgique    | ?        | ?                 | 1911-1914  | 0 (0)             | 0    | 0      | 0      |
| Casimir Mevis      | Belgique    | ?        | 13/06/1917        | 1940-1941  | 0 (0)             | 0    | 0      | 0      |
| Léonard Meylemans  | Belgique    | ?        | 10/01/1918        | 1937-1950  | 0 (0)             | 0    | 0      | 0      |
| Frans Michels      | Belgique    | ?        | 8/09/1935         | 1968-1972  | 0 (0)             | 0    | 0      | 0      |
| Alfons Michiels    | Belgique    | ?        | 18/10/1936        | 1960-1967  | 0 (0)             | 0    | 0      | 0      |
| Hugo Michiels      | Belgique    | ?        | 22/08/1944        | 1969-1972  | 0 (0)             | 0    | 0      | 0      |
| Frans Minnekens    | Belgique    | ?        | 29/03/1920        | 1937-1951  | 0 (0)             | 0    | 0      | 0      |
| Gaston Minnekens   | Belgique    | ?        | 20/07/1933        | 1954-1957  | 0 (0)             | 0    | 0      | 0      |
| Herman Minnekens   | Belgique    | ?        | 5/05/1939         | 1963-1964  | 0 (0)             | 0    | 0      | 0      |
| Hugo Mortelmans    | Belgique    | ?        | 6/09/1951         | 1970-1972  | 0 (0)             | 0    | 0      | 0      |
| Jan Mortelmans     | Belgique    | ?        | ?                 | 1936-1938  | 0 (0)             | 0    | 0      | 0      |

## N
| Joueur                  | Nationalité | Position | Date de naissance | Période(s) | Matches (dont D1) | Buts | Jaunes | Rouges |
| ----------------------- | ----------- | -------- | ----------------- | ---------- | ----------------- | ---- | ------ | ------ |
| Gustaaf Nauwelaerts     | Belgique    | ?        | ?                 | 1919-1923  | 0 (0)             | 0    | 0      | 0      |
| Walter Neefs            | Belgique    | ?        | 6/04/1937         | 1955-1959  | 0 (0)             | 0    | 0      | 0      |
| Leonard Nelis           | Belgique    | ?        | ?                 | 1913-1914  | 0 (0)             | 0    | 0      | 0      |
| Xavier Nelis            | Belgique    | ?        | ?                 | 1913-1914  | 0 (0)             | 0    | 0      | 0      |
| Emile Nicolay           | Belgique    | ?        | 10/01/1895        | 1912-1922  | 0 (0)             | 0    | 0      | 0      |
| Jan-Baptist Nieuwejaers | Belgique    | ?        | 23/01/1921        | 1938-1952  | 73 (17)           | 51   | 0      | 0      |
| Honore Nieuwjaers       | Belgique    | ?        | ?                 | 1911-1914  | 0 (0)             | 0    | 0      | 0      |
| Frans Nuyts             | Belgique    | ?        | 18/09/1929        | 1949-1950  | 1 (1)             | 0    | 0      | 0      |

## O
| Joueur            | Nationalité | Position  | Date de naissance | Période(s) | Matches (dont D1) | Buts | Jaunes | Rouges |
| ----------------- | ----------- | --------- | ----------------- | ---------- | ----------------- | ---- | ------ | ------ |
| Gaston Oeyen      | Belgique    | ?         | ?                 | 1921-1923  | 0 (0)             | 0    | 0      | 0      |
| Alfons Op De Becq | Belgique    | Attaquant | 8/02/1935         | 1968-1971  | 0 (0)             | 0    | 0      | 0      |

## P
| Joueur            | Nationalité | Position | Date de naissance | Période(s) | Matches (dont D1) | Buts | Jaunes | Rouges |
| ----------------- | ----------- | -------- | ----------------- | ---------- | ----------------- | ---- | ------ | ------ |
| Robert Paelinck   | Belgique    | ?        | 12/06/1932        | 1953-1965  | 0 (0)             | 0    | 0      | 0      |
| Isidoor Peeraer   | Belgique    | ?        | 25/10/1894        | 1912-1924  | 0 (0)             | 0    | 0      | 0      |
| August Peeters    | Belgique    | ?        | ?                 | 1919-1920  | 0 (0)             | 0    | 0      | 0      |
| Josephus Peeters  | Belgique    | ?        | 19/04/1937        | 1960-1961  | 0 (0)             | 0    | 0      | 0      |
| Marc Peeters      | Belgique    | ?        | 9/06/1939         | 1964-1967  | 0 (0)             | 0    | 0      | 0      |
| Theophiel Peeters | Belgique    | ?        | 19/08/1932        | 1949-1961  | 0 (0)             | 0    | 0      | 0      |
| Louis Pen         | Belgique    | ?        | ?                 | 1942-1943  | 0 (0)             | 0    | 0      | 0      |
| Jozef Piedfort    | Belgique    | ?        | 20/05/1930        | 1951-1961  | 29 (29)           | 35   | 0      | 0      |
| Raymond Piedfort  | Belgique    | ?        | 2/06/1937         | 1957-1966  | 0 (0)             | 0    | 0      | 0      |
| Louis Pluym       | Belgique    | ?        | ?                 | 1935-1937  | 0 (0)             | 0    | 0      | 0      |
| Petrus Pluym      | Belgique    | ?        | ?                 | 1913-1914  | 0 (0)             | 0    | 0      | 0      |
| Julien Pooters    | Belgique    | ?        | 1/01/1940         | 1970-1972  | 0 (0)             | 0    | 0      | 0      |
| Gustaaf Provo     | Belgique    | ?        | 9/03/1912         | 1928-1936  | 0 (0)             | 0    | 0      | 0      |
| Marcel Provo      | Belgique    | ?        | 27/04/1910        | 1928-1932  | 0 (0)             | 0    | 0      | 0      |

## Q
| Joueur              | Nationalité | Position | Date de naissance | Période(s) | Matches (dont D1) | Buts | Jaunes | Rouges |
| ------------------- | ----------- | -------- | ----------------- | ---------- | ----------------- | ---- | ------ | ------ |
| Alfons Quaeyhaegens | Belgique    | ?        | 27/06/1920        | 1945-1946  | 0 (0)             | 0    | 0      | 0      |

## R
| Joueur           | Nationalité | Position | Date de naissance | Période(s) | Matches (dont D1) | Buts | Jaunes | Rouges |
| ---------------- | ----------- | -------- | ----------------- | ---------- | ----------------- | ---- | ------ | ------ |
| Emiel Rams       | Belgique    | ?        | 21/01/1908        | 1928-1932  | 0 (0)             | 0    | 0      | 0      |
| Alfred Rappoort  | Belgique    | ?        | ?                 | 1919-1921  | 0 (0)             | 0    | 0      | 0      |
| Achilles Rogiers | Belgique    | ?        | ?                 | 1927-1930  | 0 (0)             | 0    | 0      | 0      |
| Theo Rossen      | Belgique    | ?        | 15/09/1936        | 1968-1970  | 0 (0)             | 0    | 0      | 0      |
| Marcel Royer     | Belgique    | ?        | ?                 | 1968-1970  | 0 (0)             | 0    | 0      | 0      |

## S
| Joueur               | Nationalité | Position | Date de naissance | Période(s) | Matches (dont D1) | Buts | Jaunes | Rouges |
| -------------------- | ----------- | -------- | ----------------- | ---------- | ----------------- | ---- | ------ | ------ |
| Karel Scheurwegs     | Belgique    | ?        | 13/10/1939        | 1960-1961  | 0 (0)             | 0    | 0      | 0      |
| Karel Schillemans    | Belgique    | ?        | ?                 | 1911-1920  | 0 (0)             | 0    | 0      | 0      |
| Corneel Schoenmakers | Belgique    | ?        | ?                 | 1952-1953  | 0 (0)             | 0    | 0      | 0      |
| Antonius Schoeters   | Belgique    | ?        | ?                 | 1919-1921  | 0 (0)             | 0    | 0      | 0      |
| Frans Schuermans     | Belgique    | ?        | 9/11/1914         | 1931-1941  | 0 (0)             | 0    | 0      | 0      |
| Alfons Sebrechts     | Belgique    | ?        | ?                 | 1919-1920  | 0 (0)             | 0    | 0      | 0      |
| Alfons Sels          | Belgique    | ?        | ?                 | 1927-1931  | 63 (0)            | 67   | 0      | 0      |
| Christiaan Simons    | Belgique    | ?        | 12/09/1923        | 1938-1943  | 0 (0)             | 0    | 0      | 0      |
| Félix Simons         | Belgique    | ?        | 11/12/1918        | 1936-1939  | 0 (0)             | 0    | 0      | 0      |
| François Sleeckx     | Belgique    | ?        | 30/10/1945        | 1964-1969  | 0 (0)             | 0    | 0      | 0      |
| Jozef Sluyts         | Belgique    | ?        | ?                 | 1924-1925  | 1 (0)             | 0    | 0      | 0      |
| Ernest Smits         | Belgique    | ?        | 24/03/1911        | 1928-1938  | 0 (0)             | 0    | 0      | 0      |
| Jozef Smits          | Belgique    | ?        | 9/07/1946         | 1967-1972  | 0 (0)             | 0    | 0      | 0      |
| Alfons Soetewey      | Belgique    | ?        | ?                 | 1925-1926  | 0 (0)             | 0    | 0      | 0      |
| Rodolfo Sola         | Belgique    | ?        | 28/11/1928        | 1954-1955  | 0 (0)             | 0    | 0      | 0      |
| Karel Strauven       | Belgique    | ?        | 30/09/1927        | 1949-1957  | 0 (0)             | 0    | 0      | 0      |
| Pierre Suetens       | Belgique    | ?        | ?                 | 1924-1925  | 0 (0)             | 0    | 0      | 0      |
| Louis Swaans         | Belgique    | ?        | 18/12/1933        | 1953-1955  | 0 (0)             | 0    | 0      | 0      |

## T
| Joueur            | Nationalité | Position | Date de naissance | Période(s) | Matches (dont D1) | Buts | Jaunes | Rouges |
| ----------------- | ----------- | -------- | ----------------- | ---------- | ----------------- | ---- | ------ | ------ |
| Karel Theeuws     | Belgique    | ?        | 24/03/1922        | 1938-1939  | 0 (0)             | 0    | 0      | 0      |
| Louis Thijs       | Belgique    | ?        | 21/09/1908        | 1911-1921  | 0 (0)             | 0    | 0      | 0      |
| August Thys       | Belgique    | ?        | 5/02/1916         | 1935-1949  | 0 (0)             | 0    | 0      | 0      |
| Alfons Thysbaert  | Belgique    | ?        | 24/12/1913        | 1931-1938  | 0 (0)             | 0    | 0      | 0      |
| Jan Tielemans     | Belgique    | ?        | ?                 | 1924-1927  | 0 (0)             | 0    | 0      | 0      |
| Frans Torfs       | Belgique    | ?        | ?                 | 1921-1932  | 0 (0)             | 0    | 0      | 0      |
| Jan Torfs         | Belgique    | ?        | 4/04/1924         | 1946-1956  | 0 (0)             | 0    | 0      | 0      |
| Jozef Torfs       | Belgique    | ?        | 7/01/1934         | 1951-1957  | 0 (0)             | 0    | 0      | 0      |
| Ludo Torfs        | Belgique    | ?        | 27/05/1951        | 1969-1972  | 0 (0)             | 0    | 0      | 0      |
| Jan Truyen        | Belgique    | ?        | 02/02/1912        | 1931-1932  | 0 (0)             | 0    | 0      | 0      |
| Albert Truyens    | Belgique    | ?        | 1/01/1925         | 1950-1956  | 23 (23)           | 0    | 0      | 0      |
| Hedwig Tuerlinckx | Belgique    | ?        | 6/04/1940         | 1963-1965  | 0 (0)             | 0    | 0      | 0      |

## V
| Joueur                             | Nationalité | Position          | Date de naissance | Période(s) | Matches (dont D1) | Buts | Jaunes | Rouges |
| ---------------------------------- | ----------- | ----------------- | ----------------- | ---------- | ----------------- | ---- | ------ | ------ |
| Frans Valkenborgh                  | Belgique    | ?                 | 12/09/1939        | 1964-1969  | 0 (0)             | 0    | 0      | 0      |
| Jan Van Aeken                      | Belgique    | ?                 | 30/10/1935        | 1954-1955  | 0 (0)             | 0    | 0      | 0      |
| Joseph Van Baelen                  | Belgique    | ?                 | 26/12/1922        | 1941-1943  | 0 (0)             | 0    | 0      | 0      |
| Gaston Van Beeumen                 | Belgique    | ?                 | 17/11/1942        | 1960-1965  | 0 (0)             | 0    | 0      | 0      |
| Jan Van Beirs                      | Belgique    | ?                 | ?                 | 1911-1914  | 0 (0)             | 0    | 0      | 0      |
| Georges Van Bergen                 | Belgique    | ?                 | 19/09/1941        | 1960-1965  | 0 (0)             | 0    | 0      | 0      |
| Omer Van Boxelaer                  | Belgique    | ?                 | 7/09/1924         | 1947-1949  | 0 (0)             | 0    | 0      | 0      |
| Mathieu Van Boxem                  | Belgique    | ?                 | 22/03/1899        | 1922-1924  | 0 (0)             | 0    | 0      | 0      |
| Constant Van Braeken               | Belgique    | ?                 | ?                 | 1926-1927  | 0 (0)             | 0    | 0      | 0      |
| Emiel Van De Moer                  | Belgique    | ?                 | 9/11/1929         | 1950-1956  | 0 (0)             | 0    | 0      | 0      |
| Edmond Van De Velde                | Belgique    | ?                 | 31/01/1923        | 1940-1954  | 0 (0)             | 0    | 0      | 0      |
| Aloïs Van De Velde                 | Belgique    | ?                 | 01/01/1899        | 1922-1923  | 0 (1)             | 0    | 0      | 0      |
| Jacques Van De Velde               | Belgique    | Milieu de terrain | 21/03/1895        | 1919-1925  | 0 (1)             | 0    | 0      | 0      |
| Florent Van De Vloet               | Belgique    | ?                 | ?                 | 1911-1914  | 0 (0)             | 0    | 0      | 0      |
| Gustaaf Van Den Bergh              | Belgique    | ?                 | 10/02/1923        | 1942-1951  | 0 (0)             | 0    | 0      | 0      |
| Josephus Van Den Bergh             | Belgique    | ?                 | 7/09/1925         | 1945-1947  | 0 (0)             | 0    | 0      | 0      |
| Frans Vandenboeck                  | Belgique    | ?                 | ?                 | 1924-1925  | 0 (0)             | 0    | 0      | 0      |
| Frans Van Den Bosch                | Belgique    | ?                 | 22/03/1916        | 1932-1951  | 0 (0)             | 0    | 0      | 0      |
| Jozef Van Den Bosch                | Belgique    | ?                 | ?                 | 1929-1930  | 0 (0)             | 0    | 0      | 0      |
| Frans Vanden Brande                | Belgique    | ?                 | ?                 | 1919-1923  | 0 (0)             | 0    | 0      | 0      |
| Leo Van Den Brandt                 | Belgique    | ?                 | 28/01/1939        | 1957-1958  | 0 (0)             | 0    | 0      | 0      |
| Gaston Van Den Eeden               | Belgique    | ?                 | 8/04/1944         | 1964-1972  | 0 (0)             | 0    | 0      | 0      |
| Albert Van Den Eynden              | Belgique    | ?                 | 13/06/1946        | 1963-1972  | 0 (0)             | 0    | 0      | 0      |
| Jan Van Den Nieuwenhuysen          | Belgique    | ?                 | 22/02/1939        | 1969-1972  | 0 (0)             | 0    | 0      | 0      |
| Leopold Van Den Poel               | Belgique    | ?                 | ?                 | 1919-1920  | 0 (0)             | 0    | 0      | 0      |
| Jozef Van Der Auwera               | Belgique    | ?                 | ?                 | 1929-1930  | 0 (0)             | 0    | 0      | 0      |
| Jef Van der Linden                 | Belgique    | Défenseur         | 2/11/1927         | 1957-1958  | 0 (0)             | 0    | 0      | 0      |
| Karel Van Der Wee                  | Belgique    | ?                 | 27/06/1946        | 1964-1972  | 0 (0)             | 0    | 0      | 0      |
| Frans Van Der Wee                  | Belgique    | ?                 | 28/10/1909        | 1927-1928  | 0 (0)             | 0    | 0      | 0      |
| Willy Van Der Wee                  | Belgique    | ?                 | 19/01/1944        | 1961-1965  | 0 (0)             | 0    | 0      | 0      |
| Frans Van Dessel                   | Belgique    | Défenseur         | 9/05/1911         | 1928-1938  | 0 (0)             | 0    | 0      | 0      |
| Robert Van Dessel                  | Belgique    | ?                 | 17/03/1948        | 1970-1972  | 0 (0)             | 0    | 0      | 0      |
| Paul Van Dijck                     | Belgique    | ?                 | 3/04/1948         | 1964-1970  | 0 (0)             | 0    | 0      | 0      |
| Jozef Van Eester                   | Belgique    | ?                 | 18/05/1943        | 1963-1969  | 0 (0)             | 0    | 0      | 0      |
| Jozef Van Elsen                    | Belgique    | ?                 | 9/04/1929         | 1949-1952  | 6 (6)             | 0    | 0      | 0      |
| Frans Van Elzen                    | Belgique    | ?                 | ?                 | 1945-1946  | 0 (0)             | 0    | 0      | 0      |
| Edward Van Gaens                   | Belgique    | ?                 | 10/02/1892        | 1909-1911  | 0 (0)             | 0    | 0      | 0      |
| Jerome Van Gaens                   | Belgique    | ?                 | 16/01/1922        | 1941-1943  | 0 (0)             | 0    | 0      | 0      |
| Raymond Van Gestel                 | Belgique    | Milieu de terrain | 20/01/1930        | 1948-1958  | 0 (0)             | 0    | 0      | 0      |
| Aloïs Van Hoof                     | Belgique    | ?                 | ?                 | 1913-1920  | 0 (0)             | 0    | 0      | 0      |
| Edward Van Hoof                    | Belgique    | ?                 | 16/10/1937        | 1956-1957  | 0 (0)             | 0    | 0      | 0      |
| Gommaar Van Hoof                   | Belgique    | ?                 | ?                 | 1950-1951  | 0 (0)             | 0    | 0      | 0      |
| Jozef Van Hoof                     | Belgique    | ?                 | ?                 | 1934-1938  | 0 (0)             | 0    | 0      | 0      |
| Ludovicus Van Houtven              | Belgique    | ?                 | 25/10/1924        | 1942-1951  | 0 (0)             | 0    | 0      | 0      |
| Walter Van Hove                    | Belgique    | ?                 | 30/10/1933        | 1954-1966  | 0 (0)             | 0    | 0      | 0      |
| John Van Immerseel                 | Belgique    | ?                 | 19/12/1905        | 1923-1929  | 0 (0)             | 0    | 0      | 0      |
| Frank Van Laer                     | Belgique    | ?                 | 2/08/1944         | 1968-1969  | 0 (0)             | 0    | 0      | 0      |
| Louis Van Leemput                  | Belgique    | ?                 | 24/04/1955        | 1971-1972  | 0 (0)             | 0    | 0      | 0      |
| Louis Van Looy                     | Belgique    | ?                 | ?                 | 1926-1927  | 0 (0)             | 0    | 0      | 0      |
| Jules Van Montfort                 | Belgique    | ?                 | ?                 | 1919-1920  | 0 (0)             | 0    | 0      | 0      |
| François Van Nuffel                | Belgique    | ?                 | 26/03/1944        | 1967-1968  | 0 (0)             | 0    | 0      | 0      |
| Gabriel Van Ouytsel                | Belgique    | ?                 | ?                 | 1920-1927  | 0 (0)             | 0    | 0      | 0      |
| Jan Van Ouytsel                    | Belgique    | ?                 | ?                 | 1911-1914  | 0 (0)             | 0    | 0      | 0      |
| Josephus Van Ouytsel               | Belgique    | ?                 | ?                 | 1911-1914  | 0 (0)             | 0    | 0      | 0      |
| Augustus Joannes (Jan) Van Peborgh | Belgique    | ?                 | ?                 | 1921-1922  | 0 (0)             | 0    | 0      | 0      |
| Karel Van Peborgh                  | Belgique    | ?                 | ?                 | 1921-1930  | 0 (0)             | 0    | 0      | 0      |
| Paul Van Peer                      | Belgique    | ?                 | 4/04/1944         | 1964-1967  | 0 (0)             | 0    | 0      | 0      |
| Paul Van Reeth                     | Belgique    | ?                 | 3/02/1950         | 1968-1972  | 0 (0)             | 0    | 0      | 0      |
| Hugo Van Rickstal                  | Belgique    | ?                 | 2/03/1932         | 1950-1959  | 3 (3)             | 0    | 0      | 0      |
| François Van Rillaer               | Belgique    | ?                 | 11/06/1919        | 1937-1944  | 10 (10)           | 0    | 0      | 0      |
| Emiel Van Rompay                   | Belgique    | ?                 | ?                 | 1911-1912  | 0 (0)             | 0    | 0      | 0      |
| Hugo Van Rompay                    | Belgique    | ?                 | ?                 | 1965-1966  | 0 (0)             | 0    | 0      | 0      |
| Jan Van Rompay                     | Belgique    | ?                 | 3/10/1946         | 1964-1969  | 0 (0)             | 0    | 0      | 0      |
| Marcel Van Roosbroeck              | Belgique    | ?                 | 23/06/1936        | 1955-1957  | 0 (0)             | 0    | 0      | 0      |
| Edward Van Roey                    | Belgique    | ?                 | 00/00/1890        | 1920-1927  | 0 (0)             | 0    | 0      | 0      |
| Frans Van Sant                     | Belgique    | ?                 | 26/05/1948        | 1967-1972  | 0 (0)             | 0    | 0      | 0      |
| Jean Van Stevens                   | Belgique    | ?                 | 21/10/1908        | 1927-1928  | 0 (0)             | 0    | 0      | 0      |
| Jean Van Tricht                    | Belgique    | ?                 | 20/10/1943        | 1969-1972  | 0 (0)             | 0    | 0      | 0      |
| Jozef Van Winckel                  | Belgique    | ?                 | 16/06/1914        | 1936-1938  | 0 (0)             | 0    | 0      | 0      |
| Jacques Vandersmissen              | Belgique    | ?                 | 24/04/1937        | 1955-1962  | 0 (0)             | 0    | 0      | 0      |
| Albert Vekemans                    | Belgique    | ?                 | 28/11/1917        | 1934-1952  | 0 (0)             | 0    | 0      | 0      |
| Isidoor Vekemans                   | Belgique    | ?                 | 5/06/1920         | 1937-1953  | 0 (0)             | 0    | 0      | 0      |
| Louis Vekemans                     | Belgique    | ?                 | 2/03/1938         | 1956-1963  | 0 (0)             | 0    | 0      | 0      |
| Ludo Vekemans                      | Belgique    | ?                 | 4/11/1945         | 1963-1969  | 0 (0)             | 0    | 0      | 0      |
| Lode Verbinnen                     | Belgique    | ?                 | 30/04/1925        | 1948-1952  | 0 (0)             | 0    | 0      | 0      |
| Eduard Verbruggen                  | Belgique    | ?                 | 1/09/1936         | 1953-1958  | 6 (6)             | 2    | 0      | 0      |
| Urbain Verbruggen                  | Belgique    | ?                 | 12/11/1933        | 1954-1968  | 0 (0)             | 0    | 0      | 0      |
| Gilbert Vercammen                  | Belgique    | ?                 | ?                 | 1970-1972  | 0 (0)             | 0    | 0      | 0      |
| Jan-Baptist Vercammen              | Belgique    | ?                 | ?                 | 1924-1925  | 0 (0)             | 0    | 0      | 0      |
| Karel Vercammen                    | Belgique    | ?                 | 25/03/1935        | 1953-1958  | 2 (2)             | 0    | 0      | 0      |
| Marcel Vercammen                   | Belgique    | Milieu de terrain | 29/01/1918        | 1936-1950  | 0 (0)             | 0    | 0      | 0      |
| Frans Verdonck                     | Belgique    | ?                 | ?                 | 1919-1923  | 0 (0)             | 0    | 0      | 0      |
| Louis Verelst                      | Belgique    | ?                 | ?                 | 1925-1926  | 0 (0)             | 0    | 0      | 0      |
| Marc Verelst                       | Belgique    | ?                 | 1/02/1956         | 1971-1972  | 0 (0)             | 0    | 0      | 0      |
| Rik Verelst                        | Belgique    | ?                 | 26/05/1942        | 1960-1961  | 0 (0)             | 0    | 0      | 0      |
| Pieter Vereycken                   | Belgique    | ?                 | 26/03/1919        | 1937-1951  | 0 (0)             | 0    | 0      | 0      |
| Karel Verheyden                    | Belgique    | ?                 | 27/03/1941        | 1961-1962  | 0 (0)             | 0    | 0      | 0      |
| Jozef-Frans Verhoeven              | Belgique    | ?                 | 8/02/1923         | 1945-1947  | 1 (1)             | 0    | 0      | 0      |
| Oscar Verhulsel                    | Belgique    | ?                 | ?                 | 1926-1930  | 0 (0)             | 0    | 0      | 0      |
| Jozef Verhulst                     | Belgique    | ?                 | 12/04/1943        | 1969-1970  | 0 (0)             | 0    | 0      | 0      |
| Josephus Verkuyl                   | Pays-Bas    | ?                 | 19/01/1945        | 1969-1970  | 0 (0)             | 0    | 0      | 0      |
| Frans Verlinden                    | Belgique    | ?                 | 12/01/1936        | 1958-1961  | 0 (0)             | 0    | 0      | 0      |
| Gustaaf I Verlinden                | Belgique    | ?                 | 14/04/1928        | 1949-1961  | 0 (0)             | 0    | 0      | 0      |
| Gustaaf II Verlinden               | Belgique    | ?                 | ?                 | 1911-1921  | 0 (0)             | 0    | 0      | 0      |
| Jos Verlinden                      | Belgique    | ?                 | 25/09/1939        | 1969-1972  | 0 (0)             | 0    | 0      | 0      |
| Josephus Verlinden                 | Belgique    | ?                 | ?                 | 1911-1922  | 0 (0)             | 0    | 0      | 0      |
| Leo Vermant                        | Belgique    | ?                 | 21/02/1948        | 1969-1972  | 0 (0)             | 0    | 0      | 0      |
| Jan Vermetten                      | Belgique    | ?                 | ?                 | 1928-1929  | 0 (0)             | 0    | 0      | 0      |
| Christiaan Vermeulen               | Belgique    | ?                 | 12/04/1942        | 1960-1972  | 0 (0)             | 0    | 0      | 0      |
| Edward Vermeylen                   | Belgique    | ?                 | ?                 | 1911-1913  | 0 (0)             | 0    | 0      | 0      |
| Gustaaf Vermeylen                  | Belgique    | ?                 | ?                 | 1913-1920  | 0 (0)             | 0    | 0      | 0      |
| Luc Vermeylen                      | Belgique    | ?                 | ?                 | 1913-1914  | 0 (0)             | 0    | 0      | 0      |
| Gustaaf Vernelen                   | Belgique    | ?                 | 25/04/1918        | 1935-1939  | 0 (0)             | 0    | 0      | 0      |
| Pierre Vernelen                    | Belgique    | ?                 | 17/01/1911        | 1935-1939  | 0 (0)             | 0    | 0      | 0      |
| Jozef Verrijckt                    | Belgique    | ?                 | 2/04/1926         | 1953-1955  | 1 (1)             | 0    | 0      | 0      |
| Louis Verstappen                   | Belgique    | ?                 | 7/09/1923         | 1942-1956  | 0 (0)             | 0    | 0      | 0      |
| Gustaaf Vets                       | Belgique    | ?                 | 17/12/1938        | 1959-1960  | 0 (0)             | 0    | 0      | 0      |
| Marcel Vets                        | Belgique    | ?                 | 24/04/1935        | 1967-1972  | 0 (0)             | 0    | 0      | 0      |
| Gommaar Vingerhoets                | Belgique    | ?                 | ?                 | 1950-1953  | 0 (0)             | 0    | 0      | 0      |
| Gommaar Volkaerts                  | Belgique    | ?                 | ?                 | 1921-1927  | 0 (0)             | 0    | 0      | 0      |
| Louis Voorspoels                   | Belgique    | ?                 | 5/09/1902         | 1924-1929  | 0 (0)             | 0    | 0      | 0      |

## W
| Joueur            | Nationalité | Position | Date de naissance | Période(s) | Matches (dont D1) | Buts | Jaunes | Rouges |
| ----------------- | ----------- | -------- | ----------------- | ---------- | ----------------- | ---- | ------ | ------ |
| Joannes Wechuysen | Belgique    | ?        | 21/04/1926        | 1949-1951  | 48 (27)           | 17   | 0      | 0      |
| Gabriel Weyns     | Belgique    | ?        | ?                 | 1911-1914  | 0 (0)             | 0    | 0      | 0      |
| Rene Wuyts        | Belgique    | ?        | 27/02/1925        | 1943-1946  | 0 (0)             | 0    | 0      | 0      |
| Rene Wuyts        | Belgique    | ?        | 25/12/1935        | 1954-1957  | 0 (0)             | 0    | 0      | 0      |
| Eddy Wyckmans     | Belgique    | ?        | 20/02/1942        | 1960-1972  | 0 (0)             | 0    | 0      | 0      |

## Z
| Joueur       | Nationalité | Position | Date de naissance | Période(s) | Matches (dont D1) | Buts | Jaunes | Rouges |
| ------------ | ----------- | -------- | ----------------- | ---------- | ----------------- | ---- | ------ | ------ |
| José Zarranz | Espagne     | ?        | 2/03/1925         | 1946-1947  | 3 (3)             | 0    | 0      | 0      |